# Endstation Paradies (Film)
Endstation Paradies ist ein deutscher Fernsehfilm aus dem Jahr 1977.

## Handlung
Fränze Riedel ist 64 Jahre alt und sucht nach einer neuen Arbeitsstelle. Sie ist geschieden und lebt mit ihrer Schwester Erni zusammen, die in einem Fischladen arbeitet und ebenfalls nur eine kleine Rente zu erwarten hat. Fränze fängt im Spielzeugladen „Paradies“ an, der von der verwitweten Frau Wagenknecht und deren 78-jähriger Schwiegermutter, genannt „Mutter Wagenknecht“, geführt wird. Fränze verhält sich am Anfang öfter ungeschickt, weshalb sie immer wieder von ihren Chefinnen schikaniert und sogar vor den Kunden blamiert wird. Auch hat sie im Gegensatz zu den Wagenknechts ein schlechtes Gewissen, Kunden ein Produkt „anzudrehen“, um es loszuwerden. Nur wenn Mutter Wagenknecht nicht da ist, wird sie von der jungen Chefin besser behandelt und ist auch im Umgang mit den Kunden selbstsicherer. Als Frau Nünani, eine jüngere und geschäftstüchtigere Verkäuferin, eingestellt wird, befürchtet Riedel, entlassen zu werden. Doch kurz nachdem der Stress des Weihnachtsgeschäfts vorbei ist, ist Frau Nünani wieder verschwunden.
Als Frau Wagenknecht zur Nürnberger Spielwarenmesse reist, ist Fränze mit Mutter Wagenknecht drei Tage allein im Laden. Der Konflikt zwischen beiden eskaliert, weil Mutter Wagenknecht Fränze keinen Erfolg gönnt, Kunden vergrault, Fränze die Schuld für den mangelnden Umsatz gibt und sie sogar des Diebstahls verdächtigt. Als Fränze mit Kündigung droht, meldet sich – wie immer in Konfliktsituationen – Mutter Wagenknechts krankes Herz, und Fränze bringt sie nach Hause.
Trotz der Chefinnen wächst Fränze nicht nur der Laden nach und nach ans Herz, sondern auch dessen unterschiedliche Kunden: von türkischen Gastarbeiterkindern bis zum eisenbahnbegeisterten Herrn oder der Rentnerin „aus dem Osten“. Die Arbeit wird zu einem wichtigen Teil ihres Lebens, auf den sie stolz ist. Doch eines Morgens geschieht ein Unglück: Ein LKW, der auf der nassen Straße aus der Kurve rutscht, kracht in die Front des Ladens und überfährt Mutter und Schwiegertochter Wagenknecht, die den Laden gerade aufschließen wollen. Beide verunglücken dabei tödlich. „Und was mache ich jetzt?“, fragt sich Fränze, die wieder einmal ohne Arbeit dasteht.

## Produktion
Der Film wurde in West-Berlin gedreht und ist eine Produktion der UFA im Auftrag des Sender Freies Berlin. Die Erstausstrahlung fand am 16. Dezember 1977 statt. Auf DVD erschien er bei Pidax im Jahr 2019.

## Rezeption
„Inge Meysel porträtiert [Fränze Riedel] mit der ihr eigenen Grandezza [...]. Engel hat die Geschichte wie gewohnt mit straffer Hand inszeniert, so dass es nie langweilig wird und man als Zuschauer gebannt an den Ereignissen dranbleibt.“